# Joseph Levis
Joseph Louis Levis (ur. 20 lipca 1905 w Bostonie, zm. 20 maja 2005 tamże) – amerykański florecista, dwukrotny medalista igrzysk olimpijskich.
Na igrzyskach olimpijskich w Amsterdamie w 1928 roku był piąty drużynowo i jedenasty indywidualnie. Na rozgrywanych cztery lata później igrzyskach olimpijskich w Los Angeles zdobył dwa medale. Najpierw wspólnie z George'em Calnanem, Dernellem Everym, Hugh Alessandronim, Frankiem Righeimerem i Richardem Steere'em zdobył brąz we florecie drużynowym. Następnie był drugi we florecie indywidualnym, w rundzie finałowej wygrywając sześć z dziewięciu pojedynków; wyprzedził go tylko Włoch Gustavo Marzi. Brał też udział w igrzyskach olimpijskich w Berlinie w 1936 roku, gdzie drużynowo był piąty, a indywidualnie odpadł w półfinałach.
Nie zdobył medalu mistrzostw świata. 
Po zakończeniu kariery pracował między innymi jako trener.
Jego syn, Roberto Levis, reprezentował Portoryko w szermierce.